# Світлана
Світлана (рос. Светлана) — жіноче ім'я, що виникло в російській літературі на початку XIX століття й через століття стало досить поширеним. Калька з грецького імені Фотинія.

## Опис
Раніше висловлювалися припущення, що ім'я має давньослов'янське або давньоруське походження, але вони не підтвердилися.

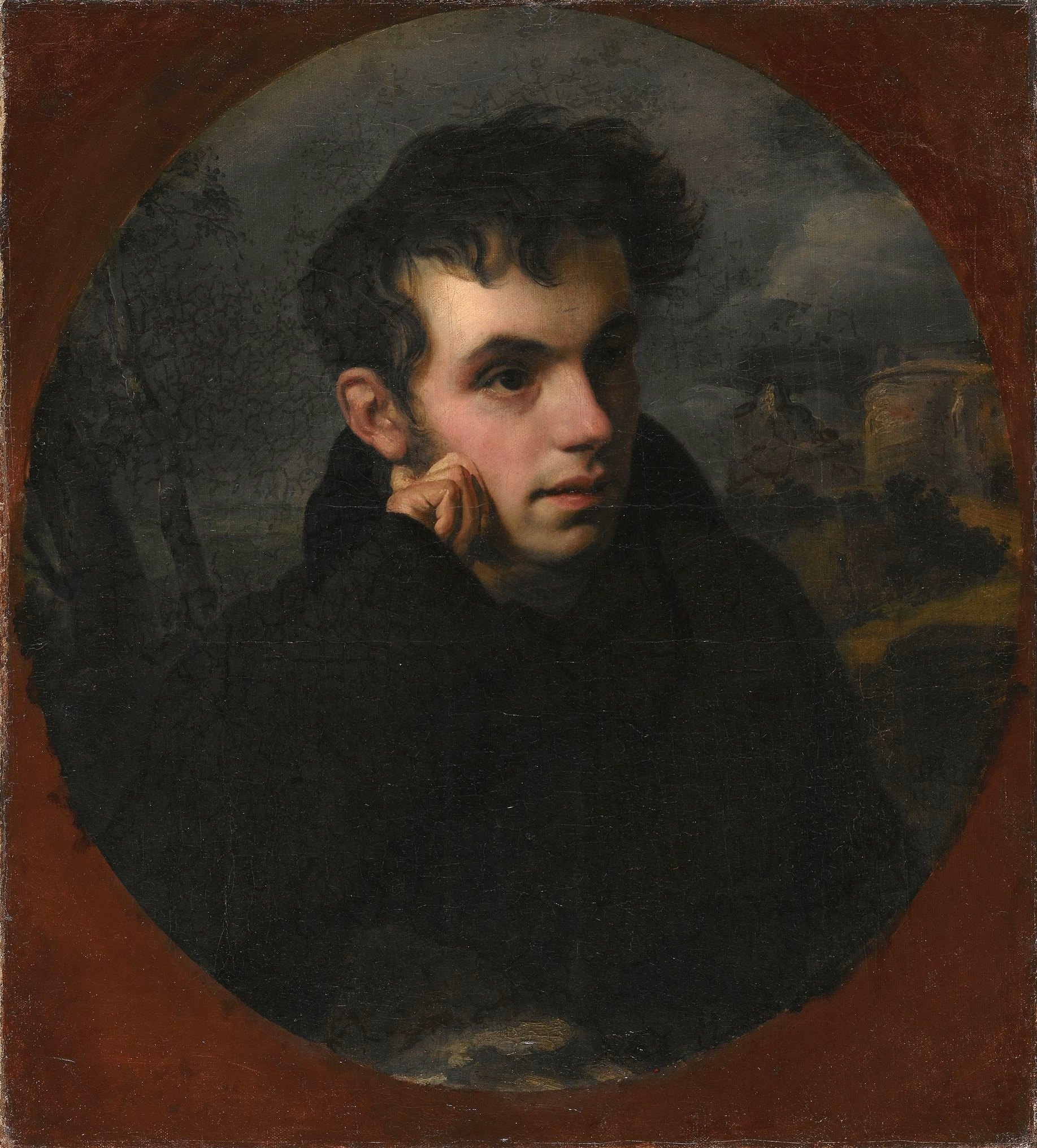
Василь Жуковський, автор балади «Світлана»

Ім'я було вигадано й уперше використано російським поетом Олександром Востоковим у «старовинному романсі» «Світлана і Мстислав» (1802); широкої популярності набуло після публікації балади «Світлана», створеної російським поетом-романтиком Василем Жуковським (1813). 
Упродовж XIX століття ім'я поступово входило до вжитку в російській культурі, втрачаючи при цьому зв'язок із баладами та риси штучного, літературного імені. Іменем Світлана називали російські військові кораблі та підприємства; однак на той час воно не могло стати повноцінним іменем особи через чинний тоді в російському суспільстві консерватизм системи іменування людей.
Ім'я Світлана як рівноправне жіноче ім'я ввійшло в ужиток лише після Жовтневого перевороту зі скасуванням церковних обмежень на іменування людей. Особливу роль у популяризації імені зіграло те, що однією з перших носіїв імені була єдина дочка Йосипа Сталіна. Популярність імені активно зростала з кінця 1930-х років й у 1950-ті — 1970-ті роки воно стало масовим; пізніше популярність імені зменшилася.
Визнання імені російською православною церквою (1943) зробило його дозволеним у церковному обряді хрещення.